# 湖南通運
湖南通運株式会社（こなんつううん）は、かつて存在した茨城県土浦市に本社を置く物流会社。
自動車での貨物運送事業や倉庫業が主要事業だが、その他にも不動産業や保険代理店業、旅行業なども展開していた。

## 沿革
- 1947年（昭和22年）5月 ‐ 会社設立。
- 1950年（昭和25年）7月 ‐ 倉庫業を開始。
- 1954年（昭和29年）3月 ‐ 興亜火災海上保険と保険代理店契約をする。
- 1976年（昭和51年）8月 ‐ 日通アロー便の取扱いを開始。
- 1984年（昭和59年）
  - 4月 ‐ 日通ペリカン便の荷裁きホーム竣工、取扱いを開始。
  - 12月 ‐ 土浦駅構内にて、JRコンテナの取扱いを開始。
- 1986年（昭和61年）1月 ‐ パソコン等の販売事業をコナン販売として分離独立。
- 1998年（平成10年）4月 ‐ 阿見支店及び隣接する倉庫を現在地に移転し、営業開始。
- 2018年1月 - 事業停止。
- 2019年（令和元年）8月27日 - 水戸地方裁判所土浦支部から破産手続開始決定を受ける[1]。負債総額は10億7800万円。
- 2020年（令和2年）12月24日 - 法人格消滅。

## 事業所
- 土浦コンテナ事務所 ： 〒300-0035：茨城県土浦市有明町2番地41号 土浦駅構内
- 阿見支店 ： 〒300-0331：稲敷郡阿見町阿見字阿見原4666番地1350号
- 江戸崎支店：〒300-0511：稲敷市高田568番地1号